# Jorge Ferreira da Rocha
Jorge Ferreira da Rocha (Rio de Janeiro, 17 de setembro de 1945) é um médico, empresário e cavaleiro olímpico brasileiro especializado no adestramento. Representou o Brasil nos Jogos Olímpicos de Verão de 2000 no adestramento individual do hipismo.
À época, Jorge foi o primeiro brasileiro a se qualificar para a prova de adestramento e o atleta mais velho daquela delegação. Viria a vencer o Prêmio Brasil Olímpico de 2000, como melhor atleta brasileiro de sua modalidade. Internacionalmente, competiu também nos Jogos Pan-Americanos de 1999 e se qualificou para os Jogos Pan-Americanos de 2007, mas foi cortado às vésperas da competição e substituído por Luíza Almeida.
Anteriormente, Jorge Rocha foi um dos co-fundadores da empresa de assistência médica Amil, onde atualmente serve como presidente. Em homenagem ao seu legado esportivo, a Confederação Brasileira de Hipismo criou o Troféu Jorge Ferreira da Rocha em 2014.